# Селища (Костурско)
Селища (произношение в местния говор: Селишча) е бивше село в Егейска Македония, Гърция, на територията на дем Костур, област Западна Македония.

## География
Селото е било разположено в днешното землище на село Тихолища (Тихио).

## История
Селища е било малко българско село, изоставено от жителите си в немирните години.